# إلينا ميسنر
إلينا ميسنر (بالرومانية: Elena Meissner)‏ هي سفرجات رومانية، ولدت في 1867 في هوشي في رومانيا، وتوفيت في 1940.